# Musikjahr 1681
Liste der Musikjahre

◄◄ | ◄ | 1677 | 1678 | 1679 | 1680 | Musikjahr 1681 | 1682 | 1683 | 1684 | 1685 | ► | ►►

Weitere Ereignisse
Dieser Artikel behandelt das Musikjahr 1681.

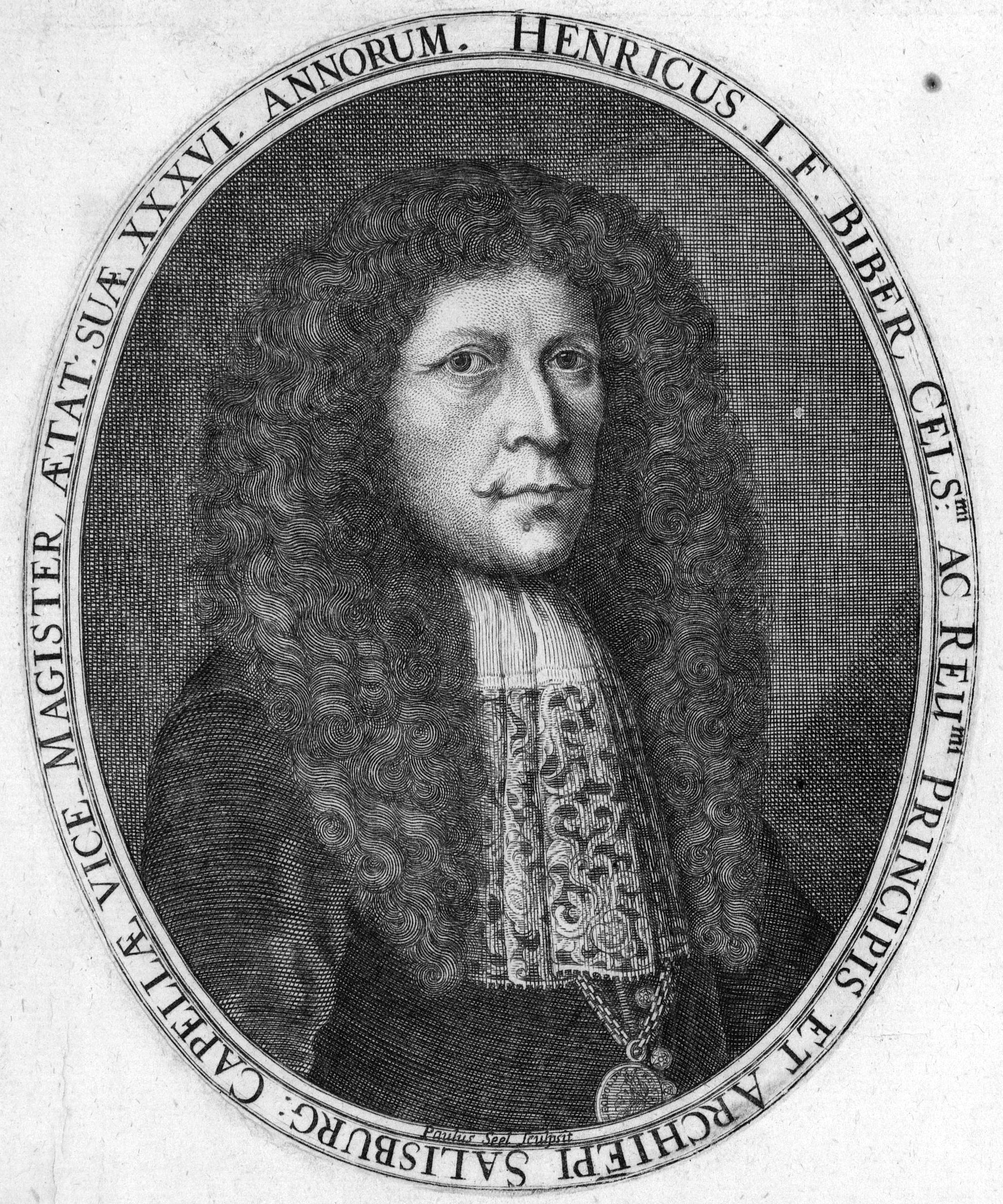
Aus dem Jahr 1681 stammt das einzige erhaltene Porträt des böhmischen Komponisten und Geigenvirtuosen Heinrich Ignaz Franz von Biber.

## Ereignisse
- Arcangelo Corelli wird 1681 in Anerkennung seiner musikalischen Verdienste zum Guardiano (dt.: „Wächter“ bzw. „Vorsteher“) der instrumentalen Abteilung der Musikergilde Congregazione di Santa Cecilia (später: Accademia Nazionale di Santa Cecilia) gewählt.
- Adam Gumpelzhaimers Lehrwerk Compendium musicae wird 1681 in der 15. Auflagen veröffentlicht.
- Giovanni Legrenzi wird stellvertretender maestro di cappella am Markusdom in Venedig.
- Jean-Baptiste Lully wird zum Hofsekretär von König Ludwig XIV. von Frankreich ernannt.
- Alessandro Stradella stellt seine Oper Moro per amore auf ein Libretto des letzten Herzogs von Bracciano, Flavio Orsini, fertig.
- Antonio Stradivari baut die Violine Fleming.

## Instrumental- und Vokalmusik (Auswahl)
- Heinrich Biber – Sonatae violino solo, C 138-145 (8 Violinsonaten)
- Dietrich Buxtehude
  - Afferte Domino gloriam honorem, BuxWV 2
  - Gen Himmel zu dem Vater mein, BuxWV 32
  - Kommst du Licht der Heiden, BuxWV 66
  - Sicut Mose, BuxWV 97
  - Ich habe Lust abzuscheiden, BuxWV 46
- Giovanni Paolo Colonna
  - Motetti sacri, op. 2
  - Motetti, op. 3
- Arcangelo Corelli – op. 1, 12 Triosonaten
- Henry Dumont
  - Motets à II, III et IV parties pour voix et instruments avec la basse continue
  - Benedicite Deum cæli
  - Jubilate Deo
- Johann Wolfgang Franck – Geistliche Lieder (Kompositionen von Franck, Georg Böhm und Peter Laurentius Wockenfuss)
- Johann Melchoir Gletle – Ave Maria (I und II)
- Carlo Piazzi – Balletti, op. 2
- Henry Purcell – Suite for Strings, Z. 770
- Alessandro Stradella – Il Barcheggio

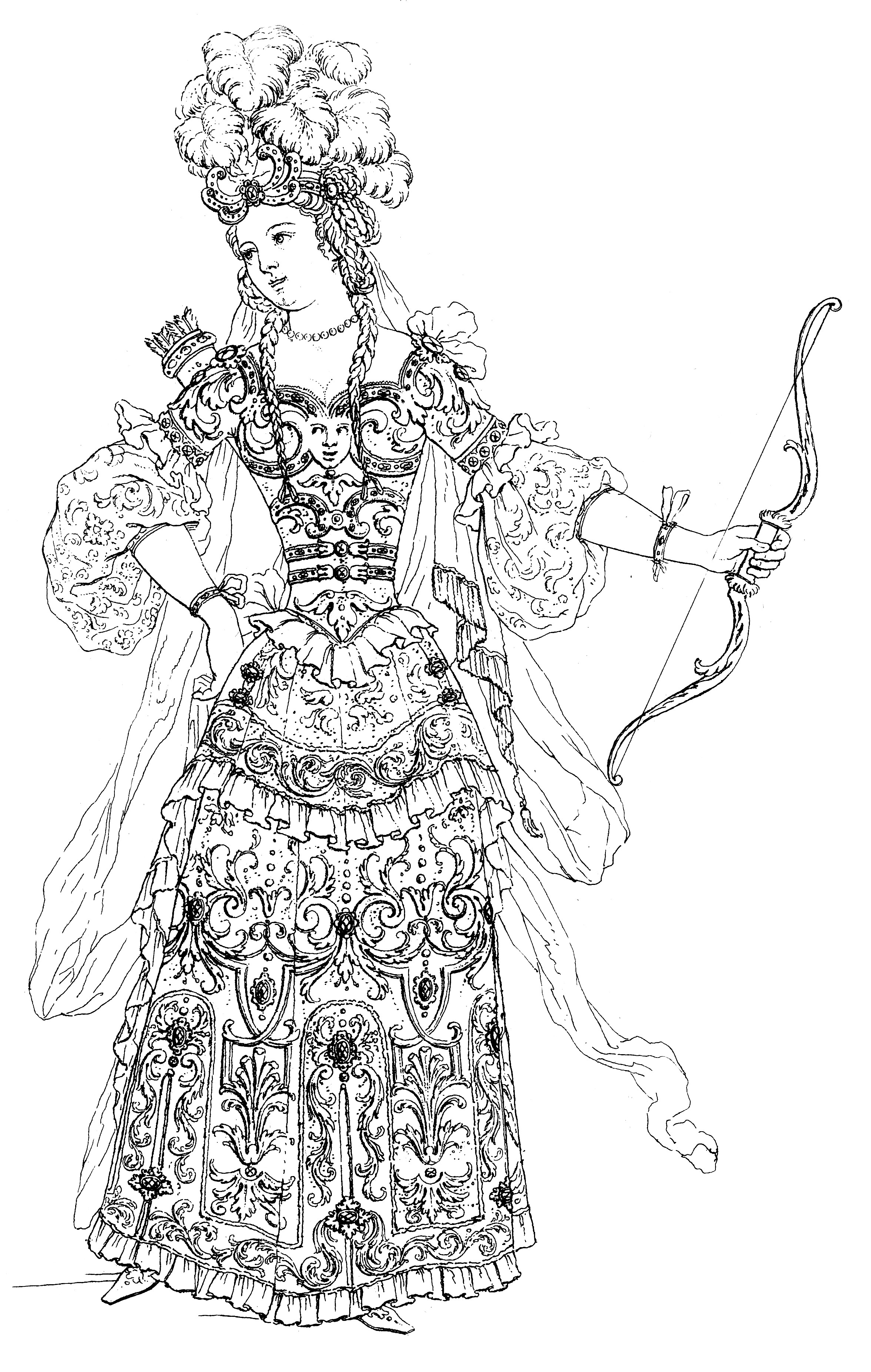
Kostümzeichnung einer Nymphe aus dem Gefolge der Diana in Jean-Baptiste Lullys Ballett Triomphe de l'Amour (1681) von Jean Bérain.

## Musiktheater
- Domenico Freschi – Pompeo Magno in Cilicia
- Jean-Baptiste Lully – Le Triomphe de l’Amour (Ballett)
- Agostino Steffani – Marco Aurelio
- Marc Antonio Ziani – La Flora (Komposition begonnen von Antonio Sartorio, der während der Komposition starb)

## Musiktheoretische Schriften
- Andreas Werckmeister – Orgel-Probe (das erste Auftreten des als Werckmeister-Stimmung bekannten Stimmungssystems)

## Instrumentenbau
- Das Vaudry-Cembalo, eines der bekanntesten erhaltenen spielbaren Cembali weltweit, wird im Jahr 1681 von dem französischen Musikinstrumentenbauer Vaudry in Paris erbaut und befindet sich heute im Besitz des Victoria and Albert Museums in London. Es war ursprünglich Teil eines Claviorganums und gehörte der Duchesse du Maine, der Gemahlin eines natürlichen Sohnes von Ludwig XIV. mit seiner Maitresse Madame de Montespan.

## Geboren

### Geburtsdatum gesichert
- 24. März: Georg Philipp Telemann, deutscher Komponist († 1767)
- 11. April: Anne Danican Philidor, französischer Komponist († 1728)
- 08. August: Johann Christian Credius, deutscher Komponist und Organist († 1741)
- 04. September: Carl Heinrich Biber, deutscher Violinist, Komponist und Kapellmeister († 1749)
- 28. September: Johann Mattheson, deutscher Komponist und Gelehrter († 1764)
- 14. Dezember: Giuseppe Valentini, italienischer Violinist und Komponist († 1753)

### Genaues Geburtsdatum unbekannt
- Giovanni Battista Reali, italienischer Violinist, Komponist und Kapellmeister († 1751)

### Geboren um 1681
- Michael Rohde, deutscher Organist und Komponist († 1732)

## Gestorben

### Todesdatum gesichert
- 25. Mai: Pedro Calderón de la Barca, spanischer Dichter und Librettist (* 1600)
- 27. Juni: Ernst Christoph Homburg, lyrischer Poet, evangelischer Kirchenlieddichter und Übersetzer (* 1607)
- 08. Juli: Georg Neumark, deutscher Komponist von Kirchenliedern (* 1621)
- 22. Oktober: Benedetto Ferrari, italienischer Theorbist, Kapellmeister und Komponist (* 1603)
- 30. Dezember: Antonio Sartorio, italienischer Komponist (* um 1630)

### Genaues Todesdatum unbekannt
- Francesco Corbetta, italienischer Gitarrist und Komponist (* um 1615)
- Nikolai Pawlowitsch Dilezki, ukrainisch-russischer Musiktheoretiker und Komponist (* um 1630)